# Vivienda unifamiliar
Vivienda unifamiliar es aquella en la que una única familia ocupa el edificio en su totalidad, a diferencia de las viviendas colectivas.
Es una edificación desarrollada para ser ocupada en su totalidad por una sola familia, y pueden ser aisladas, pareadas o adosadas. Urbanisticamente genera áreas de baja densidad, pero su impacto ambiental y de infraestructuras de servicios, además del tráfico vehicular que generan son muy significativos.

## Tipos
Se suelen distinguir tres tipos de vivienda unifamiliar.

### Unifamiliar aislada o exenta

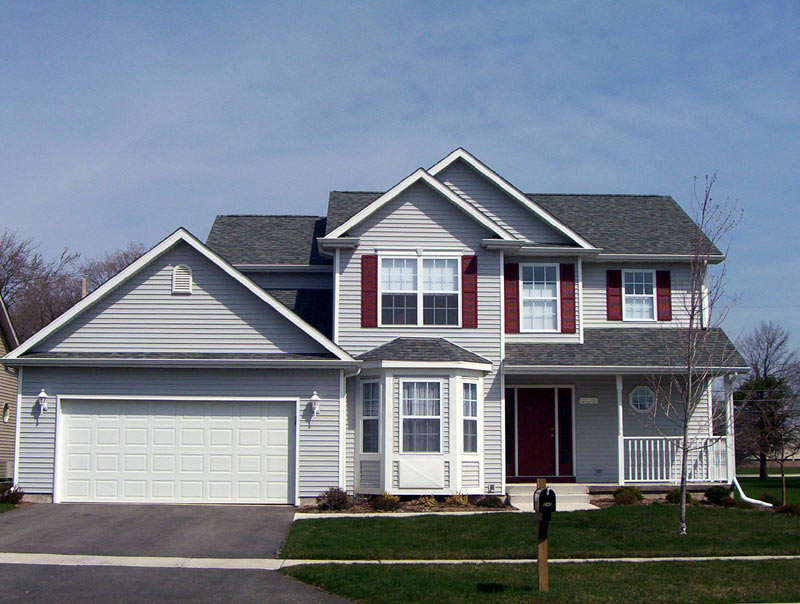
Vivienda unifamiliar aislada en Estados Unidos.

Es aquel edificio habitado por una única familia que no está en contacto físico con otras edificaciones. Normalmente están rodeadas por todos sus lados por un terreno perteneciente a la vivienda, en el que se suele instalar un jardín privado. En este aspecto hay variantes; así, la vivienda puede tener uno, varios o todos sus lados alineados con la vía pública o calles públicas

### Unifamiliar pareada
En este caso, se construyen dos viviendas unifamiliares que exteriormente están en contacto, aunque en su distribución interior son totalmente independientes, teniendo cada una de ellas su propio acceso desde la vía pública.

### Unifamiliar adosada

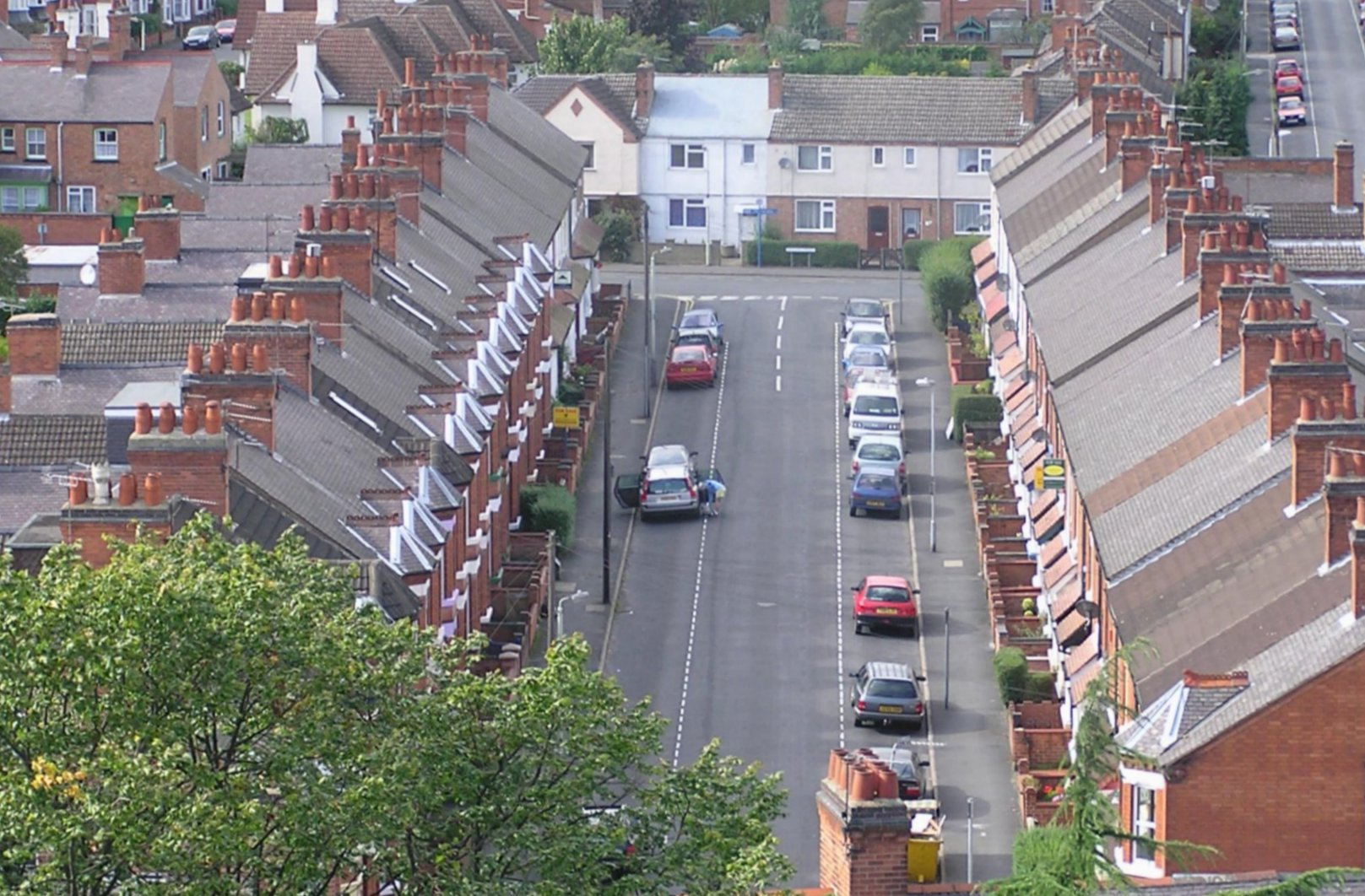
Viviendas adosadas en el Reino Unido.

Similar a la pareada, pero esta vez cada vivienda está en contacto con otras dos (una a cada lado). Este tipo de viviendas se suelen caracterizar por tener una planta estrecha y alargada y por la presencia de ventanas únicamente en los extremos de la casa.

## Uso lingüístico
En otros idiomas, como el inglés, se denomina unifamiliar únicamente a las aisladas. En cambio, en castellano, se suele referir a los tres tipos mencionados y, en general, a cualquier vivienda que no esté en régimen de propiedad horizontal.

## Accesibilidad
En la actualidad en la construcción de nuevas viviendas se tiene en cuenta la accesibilidad. La accesibilidad a los pisos superiores no debe convertirse en un problema futuro que haga que se deba vender la vivienda. De esta forma, se incluyen rampas y preinstalación de hueco de ascensor con anchura de silla de ruedas. Esto no ocurre en muchos países.